# 高寺头遗址
高寺头遗址，位于中国甘肃省礼县，为一个省级文物保护单位，类型为古遗址。
高寺头遗址的历史年代为新石器时代至青铜时代、周。